# 正心瓜栱
正心瓜栱，為斗栱中栱的一種，指正出于坐斗左右的第一层横栱，其第二层叫作正心万栱。正心瓜栱為瓜拱的一種（另有裡曳瓜栱和外曳瓜栱），因其位置於於斗栱中間位置而得名。